# Computer-aided software engineering
Computer-aided software engineering (CASE; deutsch rechnergestützte Softwareentwicklung) bezeichnet den intensiven Einsatz IT-gestützter Werkzeuge für die Umsetzung einer Software-Konzeption. Ziel ist es, Software möglichst vollständig automatisiert aus fachlichen Beschreibungen zu erstellen.
CASE-Tools sind Programme, die den Software-Ingenieur bei der Planung, dem Entwurf und der Dokumentation seiner Arbeitsergebnisse (Software) unterstützen. Ein wichtiger Bestandteil von CASE-Tools ist eine grafische Notationsweise, die der Visualisierung der Architektur des Software-Systems dient.
CASE-Tools sind oft in integrierte Entwicklungsumgebungen (IDEs) integriert; manchmal sind es auch eigenständige Applikationen, deren Fokus vollständig auf CASE liegt (ohne dabei die anderen typischen Elemente einer Entwicklungsumgebung anzubieten).
Einige CASE-Tools unterstützen neben der modernen objektorientierten grafischen Notationsweise UML auch die sogenannten strukturierten Vorgehensweisen Strukturierte Analyse und Strukturiertes Design (SA/SD) sowie die Datenmodellierungsmethoden Entity-Relationship-Modellierung (ERM/SERM).

## Bekannte CASE-Tools
- UML
  - ArgoUML (Open Source)
  - Dia (Open Source)
  - Enterprise Architect
  - Fujaba (Open Source)
  - Innovator
  - objectiF
  - Rational Rose
  - StarUML (Open Source)
  - Together
  - TOPCASED (Open Source)
  - Umbrello (Open Source)
  - UMLet (Open Source)
  - Visual Paradigm
  - Microsoft Visio
  - diagrams.net
  - PlantUML

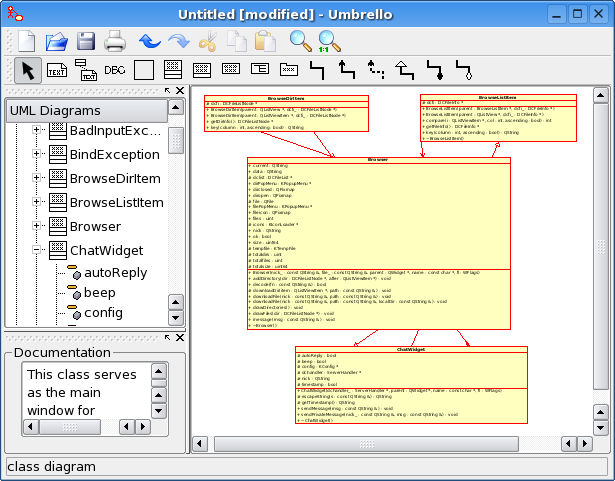
Umbrello, ein Open-Source-CASE-Tool

- SA/SD (Strukturierte Analyse und Strukturiertes Design)
  - ADONIS
  - AMMI
  - ARIS
  - case/4/0
  - Innovator

- ROOM
  - ObjecTime Developer
  - eTrice (Open Source)

- Entity-Relationship-Modell
  - case/4/0
  - Innovator
  - PowerDesigner

- Andere
  - Simulink
  - TA Tool Suite